# Coöperatieve Visafslag Sint-Vincentius
De Coöperatieve Visafslag Sint-Vincentius is een van de drie rijksmonumenten in de Noord-Hollandse plaats Volendam. Het gebouw staat op een stuk buitendijks grond aan de Haven. Het gebouw is in 1934 gebouwd in de trant van het expressionisme. Het gebouw rust op betonnen balken, die op betonnen poten liggen, de bovenbouw is geheel van hout. Het pand doet sinds de jaren 90 van de 20e eeuw geen dienst meer als visafslag. Sinds april 2017 doet het pand dienst als winkel.

## Algemene beschrijving
Het gebouw staat op veertien betonnen palen. Boven de palen is een gladde plint aangebracht waarboven houten rabatdelen op de gevels zijn aangebracht. Het gebouw heeft de visafslag (noordelijke deel) zelf met de nok evenwijdig aan de weg en een kantoordeel (zuidelijk) met de nok haaks op de weg. In de vloer van de visafslag is een luik aangebracht waardoor de vis naar binnen gehesen kon worden. De vensters op de eerste bouwlaag zijn voorzien van draairamen met bovenlichten met vier vensters en de vensters op de zolderverdieping zijn voorzien van een roedenverdeling.

## Exterieur
Het houten exterieur (de rabatdelen) is boven de witte plint volledig groen geverfd. De topgevels zijn voorzien van verticale rabatdelen en de rest van horizontaal geplaatste delen. Boven op het gedeelte met de visafslag is een dakruiter geplaatst. Deze dakruiter fungeert als ontluchtingstoren. Tussen de poten van de toren zijn horizontale lamellen geplaatst. Op het puntdak staat een piron.
Aan de zijde van de dijk heeft de visafslag twee dubbele toegangsdeuren. Tussen de deuren is de naam van de coöperatie geschilderd, met daarbij ook het bouwjaar van het gebouw. Rechts van deze deuren bevindt zich de toegangsdeur, met bovenlicht, van het kantoor. Deze deur bestaat uit verticale delen. Rechts van de deur een driedelig venster. Boven het kantoor staat een topgevel met daarin een venster met acht ruiten.
Aan de achterzijde van het gebouw, de waterzijde, bevinden zich drie vensters in het kantoorgedeelte: een driedelig venster met aan weerszijden een vierkant venster met vier ruiten. Het lagere deel met de visafslag heeft geen topgevel. De afslag heeft vier dubbele vensters. Boven elk raam een bovenlicht van vier ruitjes.
Ook de twee zijgevels zijn uniek in vormgeving. De linker zijgevel heeft een dubbel venster, met aan weerszijden een vierkant vierruitsvenster. In de topgevel zou een vijfruitsvenster moeten zitten volgens de redengevende omschrijving. Op foto's echter is er geen venster zichtbaar. De aangegeven klok hangt er echter nog wel. De rechter zijgevel heeft op de begane grond een driedelig venster. In de topgevel een zesruitsvenster.